# Jaupaci
Jaupaci är en kommun i Brasilien.   Den ligger i delstaten Goiás, i den centrala delen av landet, 300 km väster om huvudstaden Brasília. Antalet invånare är 3 000.
Omgivningarna runt Jaupaci är huvudsakligen savann. Runt Jaupaci är det mycket glesbefolkat, med 5 invånare per kvadratkilometer.